# 贝利尼广场 (那不勒斯)

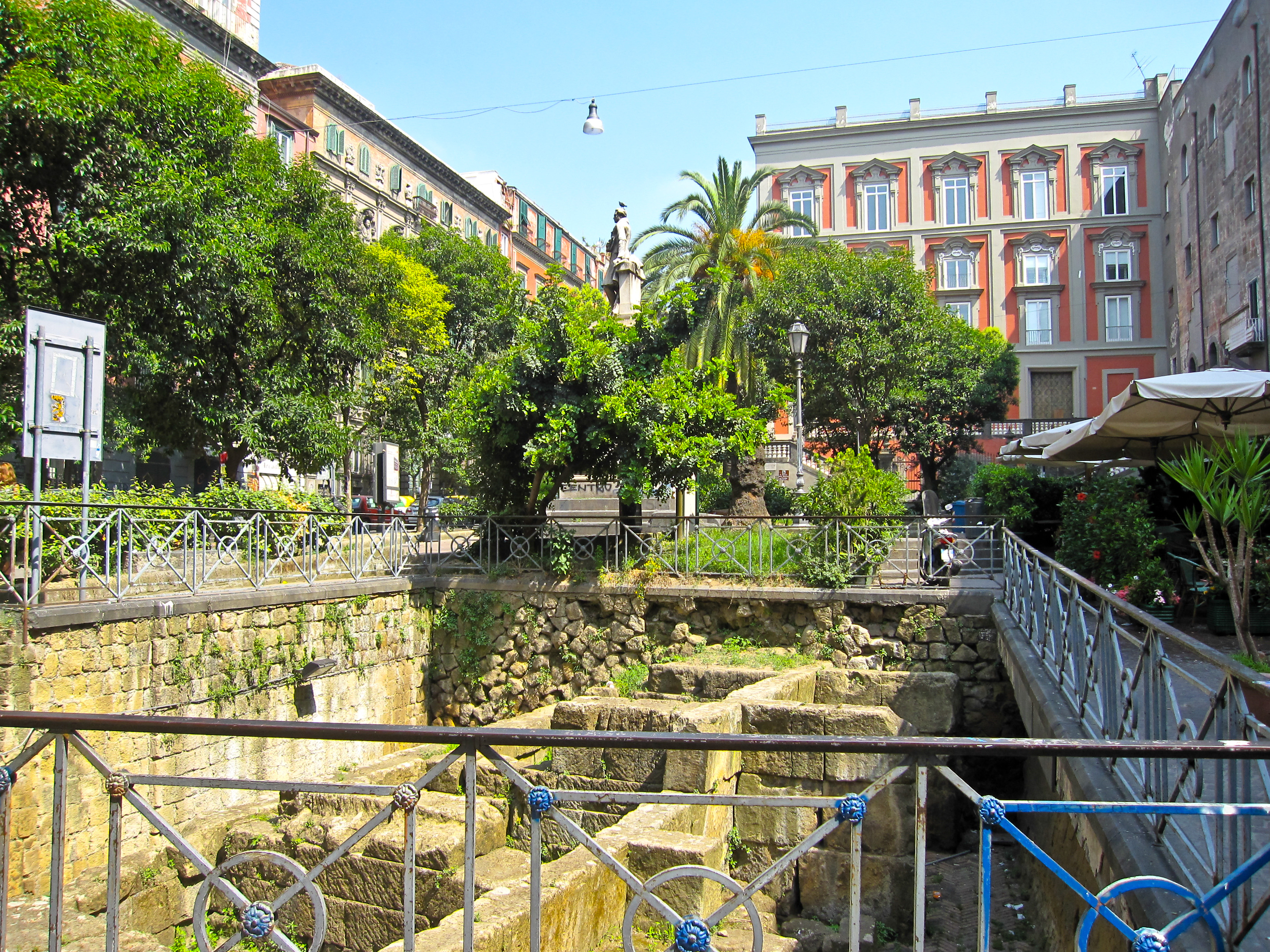

贝利尼广场（Piazza Bellini）是意大利那不勒斯市中心的一个广场，西侧临君士坦丁堡圣母街（Via Santa Maria di Costantinopoli），向南一个街块则是法庭街（Via dei Tribunali）。
广场开辟于17世纪，周围建起一批大型建筑物。君士坦丁堡圣母街向北一个街块是那不勒斯美术学院。广场南侧通阿尔巴门，那不勒斯腓特烈二世大学文学与哲学系图书馆设在广场上的 Palazzo dei Princip di Conca。
1886年，广场上竖立著名作曲家温琴佐·贝利尼雕像，那不勒斯音乐学院（San Pietro a Majella马耶拉圣伯多禄）就在南面附近的法庭街。起初作曲家的雕像下有四个歌剧女主人公的半身像：诺玛、朱丽叶、阿米娜和埃尔维拉，后来遭破坏或丢失。1954年和1984年，在此发现古希腊城市尼亚波利的西部城墙遗址。